# Ga tượng đài Chiến thắng BTS

Biển hiệu của Ga tượng đài Chiến thắng

Ga tượng đài Chiến thắng (tiếng Thái: สถานีอนุสาวรีย์ชัยสมรภูมิ; RTGS: Sathani Anusaowari Chai Samoraphum) là một ga BTS skytrain, trên Tuyến Sukhumvit ở quận Ratchathewi, Băng Cốc, Thái Lan. Nhà ga nằm trên Đường Phaya Thai đến phía Nam của Tượng đài Chiến thắng, một trong những danh lam và giao lộ chính của thủ đô Băng Cốc. Nhà ga còn kết nối với bốn gốc giao lộ hình tròn bằng cầu đi bộ trên cao. Tại đây có rất nhiều cửa hàng đồ ăn, quần áo và trung tâm thương mại xung quanh nhà ga, nó còn là một trong những bến xe lớn nhất và là nơi trung chuyển của các tuyến xe liên tỉnh.